# اصول و نکات عملی طب داخلی
اصول و نکات عملی طب داخلی کتابی از استنلی دیویدسون است.

## ترجمهٔ فارسی
این کتاب با ترجمهٔ مهدی خان‌محمدی (استاد نفرولوژی دانشگاه تهران)، ایرج دردشتی و دیگران در سال ۱۳۴۲ منتشر و برندهٔ جایزه کتاب سال سلطنتی شد.